# Golpe de Estado en Mali de 2021
El golpe de Estado en Mali de 2021 comenzó la noche del 24 de mayo de 2021 cuando las Fuerzas Armadas de Mali capturaron al presidente Ba N'Daou, al primer ministro Moctar Ouane y al ministro de Defensa  del pato Souleymane Doucouré. Assimi Goita, el jefe de la junta que lideró el golpe de Estado de 2020, anunció que N'daw y Ouane fueron despojados de sus poderes y que se celebrarían nuevas elecciones en 2022. Es el tercer golpe de Estado del país en diez años, después de los golpes militares de 2012 y 2020.

## Contexto
Nueve meses antes del golpe, en agosto de 2020, el presidente Ibrahim Boubacar Keita fue derrocado del poder por una junta militar. Esto siguió a meses de disturbios en Malí tras las irregularidades en las elecciones parlamentarias de marzo y abril y la detención del líder de la oposición Soumaila Cissé. El 18 de agosto de 2020, miembros de las fuerzas armadas dirigidas por el coronel Assimi Goïta y el coronel mayor Ismaël Wagué en Kati, región de Koulikoro, iniciaron un motín. El presidente Keïta y el primer ministro Boubou Cissé fueron arrestados y poco después de la medianoche Keïta anunció su renuncia, diciendo que quería evitar un derramamiento de sangre.
Tras la renuncia de Keita, en nombre de los oficiales militares, Wagué anunció la formación del Comité Nacional para la Salvación del Pueblo (CNSP) y prometió realizar elecciones en un futuro próximo. El 12 de septiembre de 2020, el CNSP acordó una transición política de 18 meses a un gobierno civil. Poco después, Ba N'Daou fue nombrado presidente interino por un grupo de 17 electores, y Goita fue nombrado vicepresidente. El gobierno tomó posesión el 25 de septiembre de 2020.
El 18 de enero de 2021 el gobierno de transición anunció que el CNSP se disolvió,  cerca de 4 meses después de lo establecido bajo el acuerdo inicial.

## Golpe
Las tensiones han sido altas entre el gobierno civil de transición y el ejército desde el traspaso del poder en septiembre. El movimiento de oposición M5, que había encabezado las protestas de 2020 contra Keita, pidió públicamente que se disolviera el gobierno interino y se reemplazara por uno «más legítimo». El 14 de mayo, el gobierno anunció planes para un nuevo gabinete de «base amplia».
El 24 de mayo, las tensiones llegaron a un punto crítico tras una reorganización del gabinete. En la reorganización, el poder de los militares sobre los ministerios clave no se modificó, sin embargo, dos líderes del golpe, Sadio Camara y Modibo Kone, fueron reemplazados por la administración de N'Daou.
Más tarde ese día, varias fuentes informaron sobre un aumento de la actividad militar, incluida la embajada de Estados Unidos en Bamako, la capital, aunque la ciudad permaneció relativamente en calma. Varios periodistas informaron que tres líderes civiles importantes, N'daw, Ouane y Doucore, estaban detenidos en una base militar en Kati, en las afueras de Bamako.
En un comunicado de la televisión pública, Goita anunció que N'Daou y Ouane fueron despojados de sus poderes porque intentaron «sabotear» la transición, que según Goïta «procedería con normalidad». Goita, un vicepresidente de la administración interina, dijo que debería haber sido consultado sobre el cambio de gabinete, que describió como una violación de la carta transitoria redactada por la junta militar después del golpe. Goita también prometió que se celebrarían nuevas elecciones en 2022.

## Consecuencias
El 25 de mayo, el expresidente nigeriano y expresidente de la ECOWAS, Goodluck Jonathan, comenzó a mediar con el Ejército de Mali. Desde su detención, N'Daou  presentó su renuncia a Goita el 26 de mayo. Los militares liberaron a N'Daou y Ouane el 27 de mayo.